# Campionati italiani assoluti di scherma del 1949
I Campionati italiani assoluti di scherma del 1949 sono stati organizzati dalla Federazione Italiana Scherma.
Nel fioretto, si sono aggiudicati i titoli dei campionati italiani Giulio Nostini e Silvia Strukel entrambi al secondo titolo dopo quello del 1947.
Il titolo della spada è andato a Antonio Spallino,mentre quello della sciabola ad Gastone Darè, entrambi alla loro prima affermazione.
Non si sono disputati, invece, i campionati italiani a squadre.

## Podi

### Uomini
| Specialità  | Oro              | Argento | Bronzo |
| Individuali |                  |         |        |
| Fioretto    | Giulio Nostini   | -       | -      |
| Spada       | Antonio Spallino | -       | -      |
| Sciabola    | Gastone Darè     | -       | -      |

### Donne
| Specialità  | Oro            | Argento | Bronzo |
| Individuali |                |         |        |
| Fioretto    | Silvia Strukel | -       | -      |